# Silke Birkenfeld
Silke Birkenfeld (* 1958; † 23. Juli 2023) war eine deutsche Hockeyspielerin, die 1981 Weltmeisterin wurde.
Silke Birkenfeld vom Uhlenhorster HC war 1979 Junioreneuropameisterin, im letzten Spiel schossen sie und Claudia Burgard die Tore zum 2:0-Sieg. Im gleichen Jahr debütierte sie in der Nationalmannschaft. 1979 nahm die deutsche Nationalmannschaft an der Weltmeisterschaft der International Federation of Women's Hockey Associations (IFWHA) teil, die in Vancouver ausgetragen wurde. Die Niederländerinnen gewannen den Titel bei dieser Konkurrenzveranstaltung zur Weltmeisterschaft der Fédération Internationale de Hockey (FIH) mit einem 4:1-Finalsieg über die deutsche Mannschaft. Zwei Jahre später bei der FIH-Weltmeisterschaft 1981 in Buenos Aires erreichten die Deutschen und die Niederländerinnen ungeschlagen das Finale. Im Siebenmeterschießen siegten die Deutschen.
Silke Birkenfeld absolvierte 34 Länderspiele für Deutschland. Sie war nach ihrer Laufbahn in der Aktivenklasse auch in den verschiedenen Altersklassen aktiv.